# Synotis pseudoalata
Synotis pseudoalata là một loài thực vật có hoa trong họ Cúc. Loài này được (C.C.Chang) C.Jeffrey & Y.L.Chen miêu tả khoa học đầu tiên năm 1984.